# Jan Urban (periodista)
Jan Urban (Hradec Králové, 27 de marzo de 1951) es un periodista y pedagogo checo, disidente del régimen comunista, signatario de la Carta 77, cofundador, líder y portavoz del Foro Cívico (OF por sus siglas en checo).

## Biografía
En 1974 se graduó en la Facultad de Artes de la Universidad Carolina de Praga, en filosofía e historia. Antes de la Revolución de Terciopelo, trabajó como profesor de secundaria y en ocupaciones manuales. Después de 1987, contribuyó a la entonces ilegal Lidové noviny. En los años 1988-1989 participó en las actividades del Club Comunista Reforma de Obroda. De 1989 a 1990 se involucró en el Foro Cívico, del cual se convirtió en portavoz y líder de las primeras elecciones parlamentarias libres en junio de 1990; la noche del 24 de noviembre de 1989 le anunció a los líderes del OF, reunidos en el teatro Linterna Mágica de Praga, que renunció el secretario general del Partido Comunista de Checoslovaquia (KSČ), Miloš Jakeš. Dejó la política al día siguiente de que se anunciaran los resultados, cuando quedó claro que el KSČ había sido derrotado.
Durante la guerra en Bosnia y Herzegovina, se convirtió en reportero del conflicto y publicó el periódico Transitions durante dos años. Hasta 2003, trabajó como comentarista de la Radio Checa. También se desempeñó como miembro de la Comisión Internacional Independiente para Kosovo. Hizo un documental sobre el  conflicto de Kosovo.
En 2010, impartió clases en la Universidad de Nueva York en Praga, para lo que Joan Baez aceptó la invitación, entre otras cosas.
Antes de la segunda vuelta de las elecciones presidenciales en enero de 2013, publicó el video Miloška Sue, que señalaba casos relacionados con el entonces candidato presidencial Miloš Zeman; informado sobre el video por el servidor iDNES.cz. Tomáš Cikrt, un portavoz del Ministerio de Salud de la época del ministro Tomáš Julínek, respondió con un video de Dear Jane Urban, en el que acusó a Urban de que su apoyo implícito a Karel Schwarzenberg significaba relaciones públicas para Diag Human.
En 2016, escribió para el sitio web de noticias HlídacíPes.org el texto Crepúsculo y esperanza de Europa Central, en el que rechazaba el nacionalismo étnico e identificaba el rechazo de la monarquía austrohúngara como un problema fundamental de Europa Central en lugar de su reforma, que Podría mantener la pertenencia de las naciones y evitar el surgimiento de regímenes totalitarios.
En mayo de 2017, fue cofundador de la Sociedad para la Defensa de los Procesados Injustamente. El primer caso que trató la empresa fue el de Radim Špaček, que fue injustamente condenado en un caso relacionado con la tunelización de fondos europeos.
Se convirtió en miembro de la junta directiva de la organización de vigilancia Kverulant.org el 28 de septiembre de 2017.
En diciembre de 2018, habló en el seminario 100 años después del fin de la monarquía en la Academia de Ciencias, donde presentó la ponencia La República o la Pérdida de la Dignidad. Mencionó las ideas del pensador británico Walter Bagehot y su división de la constitucionalidad y la política en dos componentes, dignos y efectivos, y los relacionó con Europa Central y las tierras checas, donde la abolición de la monarquía eliminó el componente digno y el republicanismo no pudo reemplazar por mucho tiempo.

## Obras
- Všem sráčům navzdory : válka, o které nechcete nic vědět. Praha: G plus G. 1997.
- Tunel plný krve, aneb, Kauza Diag Human (trochu jinak). Praha: Gema Art Group. 2007.
- Extrémy a lidé blízcí : rozhovor se Šimonem Pánkem. Praha: Galén. 2008.